# Malvastrum scoparioides
Malvastrum scoparioides är en malvaväxtart som beskrevs av Oskar Eberhard Ulbrich. Malvastrum scoparioides ingår i släktet Malvastrum och familjen malvaväxter. Inga underarter finns listade i Catalogue of Life.